# Walbeck (Hettstedt)

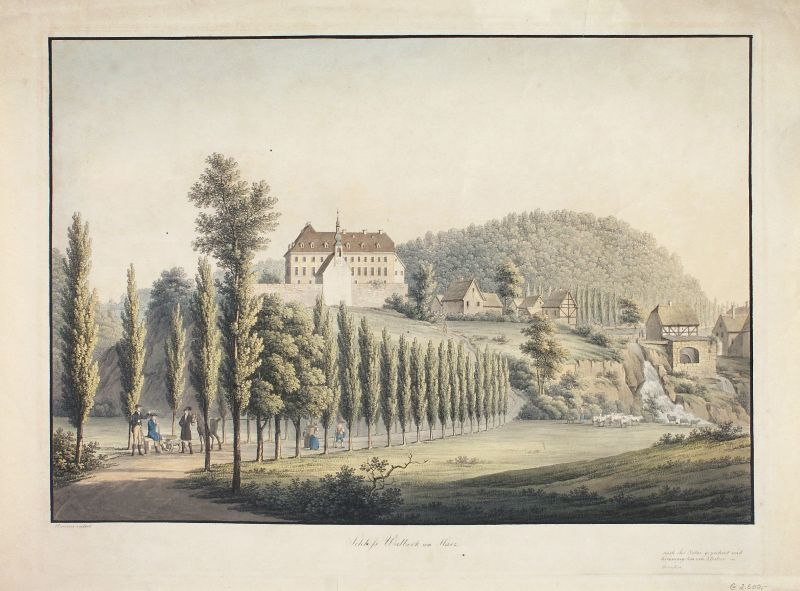
Christian Gottlob Hammer: Schloss Walbeck am Harz, um 1830

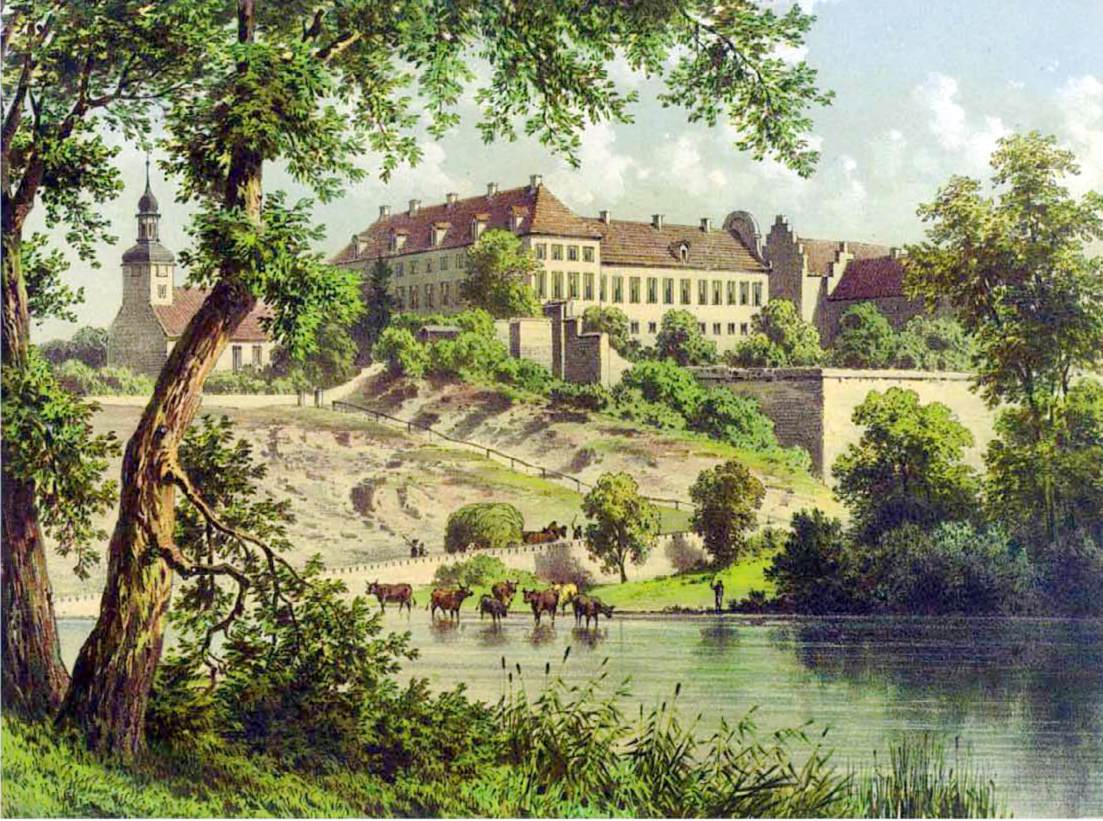
Schloss Walbeck um 1860, Sammlung Alexander Duncker

Das Planteurhaus um 1900

Das als Pension genutzte Planteurhaus 2006

Walbeck ist ein Ortsteil der Stadt Hettstedt im Landkreis Mansfeld-Südharz in Sachsen-Anhalt (Deutschland). Die Gemeinde gehörte bis zu ihrer Eingemeindung am 1. September 2010 der gleichzeitig aufgelösten Verwaltungsgemeinschaft Hettstedt an.

## Geografie
Walbeck liegt am Rande des Mansfelder Berglandes im Ostharzgebiet ca. 2 km nordwestlich von Hettstedt an dem kleinen Bach Walbke.

## Geschichte
959 wurde der Ort erstmals als Walbiki urkundlich erwähnt. Cyriacus Spangenberg schreibt in seiner Mansfelder Chronik, dass Walbeck ein stattliches Vorwerk und Kaiserlicher Hof unter Heinrich I., Otto I., Otto II. und Otto III. war. Alle haben sich mehrfach hier aufgehalten. Am 5. Februar 985 schenkte König Otto III. seinen Hof in Walbeck im Gau Suevon (Schwabengau) der 2. Äbtissin Mathilde von Quedlinburg. Sie gründete im Hof ein Nonnenkloster, das vom Halberstädter Bischof geweiht wurde. Neben dem Kaiserlichen Hof entstand das Dorf, dessen Kirche St. Stachius dann auch zum Kloster am und dem Heiligen St. Eustachii gewidmet wurde.
Walbeck fiel samt Kloster 1420 an die Grafschaft Mansfeld. Im Bauernkrieg wurde das Kloster 1525 stark zerstört und 1544 säkularisiert. Es fiel als Besitz an die Grafen von Mansfeld, die es verpfändeten und später verkauften.
Nach mehreren Besitzerwechseln erwarb es um 1670 der hannoversche Berghauptmann Friedrich Casimir zu Eltz, dessen Sohn Philipp Adam es 1728 seinem Neffen Johann Clamer von dem Bussche vermachte. 1765 wurden das Schloss Walbeck und die Kirche erbaut. Vom ehemaligen Kloster blieben nur Kreuzgänge in einem Teil des Schlosses. Ein nachfolgender von der Bussche ließ die Parkanlage umgestalten und eine umfangreiche Obstplantage anlegen. Für den verantwortlichen Obstgärtner, den holländischen Offizier namens Planteur, ließ er das Planteurhaus errichten. Ende des 19. Jahrhunderts erwarb der Landrat Bartel den Besitz. Er wurde 1945 enteignet. Das Gut wurde in ein Volksgut umgewandelt, das nach 1989 aufgelöst wurde.

Im Schloss hatte der in Leipzig ausgebombte Verleger des Insel Verlags, Anton Kippenberg, zum Ende des Zweiten Weltkriegs seinen Wohnsitz.

## Politik

### Ehemaliger Gemeinderat
Der ehemalige Gemeinderat aus Walbeck setzte sich aus 11 Ratsfrauen und Ratsherren zusammen.

### Ehemaliger Bürgermeister
Die ehrenamtliche Bürgermeisterin Petra Wernicke wurde zum ersten Mal am 7. Mai 1995 gewählt.

## Kultur und Sehenswürdigkeiten

### Bauwerke
Das Schloss wurde wahrscheinlich 1750 vollendet.

### Parks
Die westlichen Teile des ehemaligen Lustgartens sind heute ein Tierpark.

### Regelmäßige Veranstaltungen
Das Räuberfest wird vom Räuberverein e. V. organisiert und findet jeweils am zweiten Augustwochenende statt. Es beruht auf alter Tradition und ist über die Grenzen des Dorfes hinaus bekannt. Hintergrund des Festes bildet ein Schauspiel der verkleideten Mitglieder des Räubervereins.
Prinz und Prinzessin ziehen am Samstag samt Gefolge zum Tierpark und feiern ein Fest. Am Abend überfallen Räuber das Fest, überwältigen die Gefolgschaft des Prinzenpaars und entführen die Prinzessin und den Gemeindeschlüssel. Am Sonntagmorgen werden die Räuber von Polizisten überwältigt, der Gemeindeschlüssel zurückerobert und die Prinzessin befreit. Die Räuber werden gefangen genommen, durchs Dorf geführt und anschließend verurteilt und hingerichtet.
Beim Umzug durch das Dorf werden von den Anwohnern und Schaulustigen Eier, Speck und Ähnliches gespendet. Im Tierpark wird daraus Rührei zubereitet und an die Teilnehmer und Schaulustigen verkauft. Die Einnahmen des Festes kommen dem Tierpark zugute.

## Wirtschaft und Infrastruktur

### Verkehr
Die Bundesstraße 180 die Eisleben, Hettstedt und Aschersleben verbindet, führte bis 2006 direkt durch den Ort. Seit 13. September 2006 ist die neu errichtete Ortsumgehung freigegeben, so dass die Bundesstraße westlich am Dorf vorbeiführt.

## Persönlichkeiten
- Wilhelm Christian von dem Bussche (1756–1817), Gutsbesitzer und Amtshauptmann
- Petra Wernicke (1953–2017), von 2002 bis 2009 Ministerin für Landwirtschaft und Umwelt des Landes Sachsen-Anhalt.